# Галочкіна Надія Миколаївна
Надія Миколаївна Галочкіна (1935-2009) — радянська працівниця сільського господарства, доярка, Герой Соціалістичної Праці.

## Біографія
Народилася 4 вересня 1935 року у селі Аркатово Пестречинського району Татарської АРСР.
Після школи, у 16 років почала працювати на молочнотоварній фермі в рідному селі. Проявляючи старанність та працьовитість — стала кращою дояркою не тільки в своєму колгоспі «Шлях до комунізму», але і у всьому Пестречинському районі. Надія Галочкіна ділилася своїм досвідом, була наставницею молоді. У 1965 році отримала від кожної корови своєї групи в середньому по 4045 кг молока. У цьому ж році вона виступила з почином змагатися за отримання у літній період пудових надоїв на добу і першою домоглася цього результату.
У 1966 році Галочкіна стала Героєм Соціалістичної Праці і депутатом Верховної Ради СРСР. До 1990 року працювала дояркою на фермі колгоспу «Шлях до комунізму», а до 1991 року (до виходу на заслужений відпочинок) — радгоспу «Осиповський».
Померла в 2009 році.

## Нагороди
- У 1966 році Н.М. Галочкіній присвоєно звання Героя Соціалістичної Праці з врученням ордена Леніна (за успіхи в розвитку сільського господарства).
- Також нагороджена медалями.